# Zbornik Zimske pomoči
Zbornik Zimska pomoč je bibliografska publikacija dobrodelne organizacije za pomoč vojnim beguncem (pred partizani), ki je izšla v Ljubljani leta 1944. Njeni uredniki so bili Narte Velikonja, Božidar Borko, Tine Debeljak in Zorko Simčič.

## Vsebina
V njem so zbrani leposlovni, esejistični in znanstveni prispevki sto desetih piscev vseh rodov. Poglavitni namen publikacije je bil prikazati slovensko duhovno ustvarjalnost v težavnih vojnih razmerah v okupirani Sloveniji, hkrati pa so izdajatelji hoteli nasprotovati kulturnemu molku, ki ga je v začetku okupacije razglasila Osvobodilna fronta. Zbornik zimske pomoči je bil po vojni uvrščen na seznam prepovedanih knjig.